# Poltys fornicatus
Poltys fornicatus är en spindelart som beskrevs av Simon 1907. Poltys fornicatus ingår i släktet Poltys och familjen hjulspindlar.
Artens utbredningsområde är Principe. Inga underarter finns listade i Catalogue of Life.